# 왕립학회 회원
왕립학회 회원(Fellowship of the Royal Society, FRS, ForMemRS 및 HonFRS) 직위는 런던 왕립학회의 심사위원이 "수학, 공학 및 의학을 포함한 자연 지식의 향상에 상당한 공헌"을 한 개인에게 수여하는 상이다.
지속적으로 존재하는 가장 오래된 것으로 알려진 과학 아카데미인 학회의 회원 자격은 상당한 영예이다. 아이작 뉴턴 (1672), 마이클 패러데이 (1824), 찰스 다윈 (1839), 어니스트 러더퍼드 (1903), 스리니바사 라마누잔 (1918) 알버트 아인슈타인 (1921), 폴 디랙 (1930), 윈스턴 처칠 (1941), 수브라마니안 찬드라세카르 (1944), 도로시 호지킨 (1947), 앨런 튜링 (1951) ), 리제 마이트너 (1955) 및 프랜시스 크릭 (1959) 등 역사상 많은 저명한 과학자들에게 수여되었다. 최근에는 스티븐 호킹 (1974), 데이비드 애튼버러 (1983), 팀 헌트 (1991), 엘리자베스 블랙번 (1992), Raghunath Mashelkar (1998), 팀 버너스리 (2001), 벤키 라마크리슈난 (2003), Atta-ur-Rahman (2006), 안드레 가임 (2007), 제임스 다이슨 (2015), Ajay Kumar Sood (2015), Subhash Khot (2017) 등 이외에, 1900년 이후 280명 이상의 노벨상 수상자 포함하여 총 8,000여명 에게 회원자격이 수여되었다.  2018년 10월 기준, 약 1,689명의 생존 회원, 외국인 회원, 명예 회원이 있으며 그 중 60명 이상이 노벨상 수상자이다.

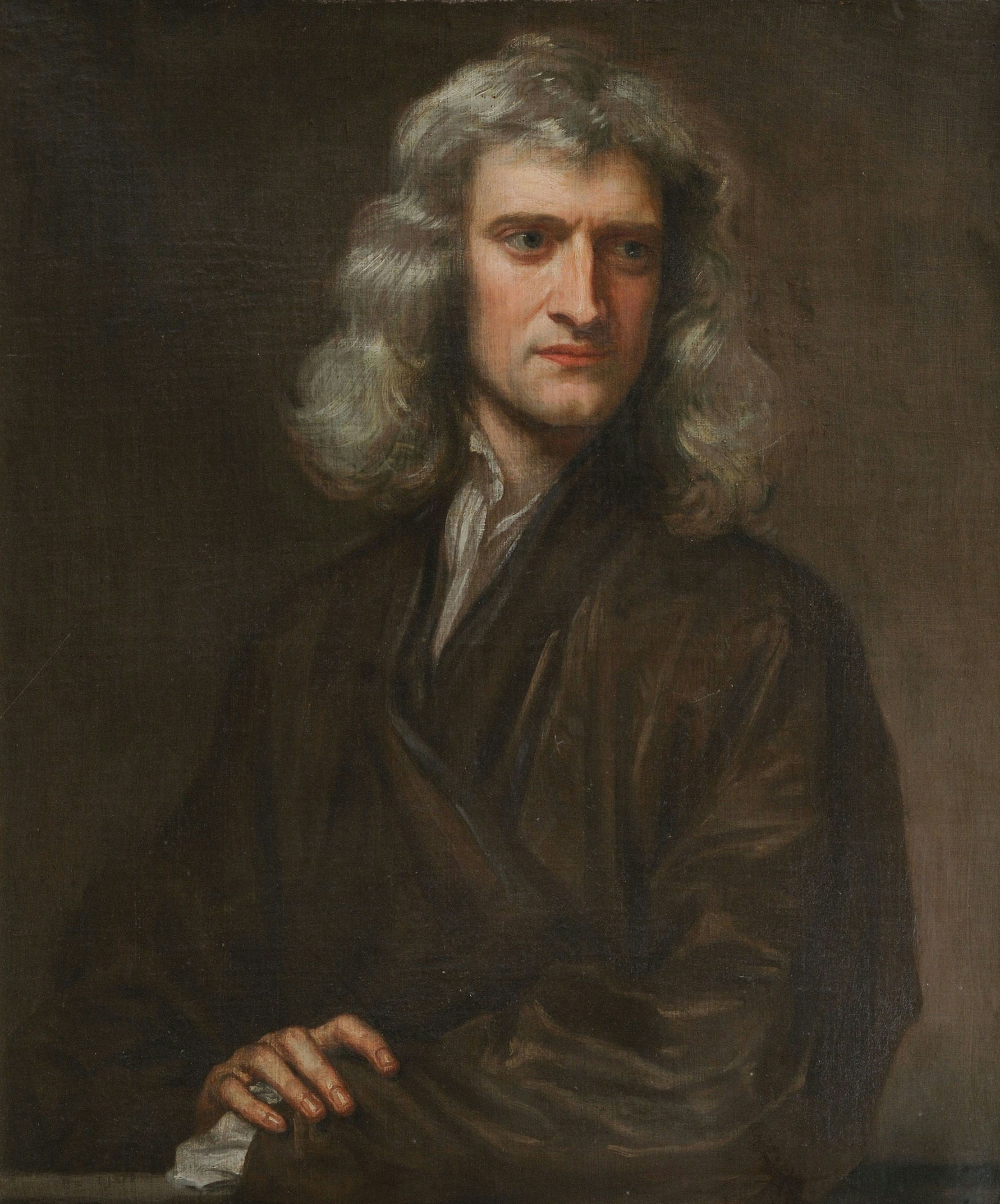
1672년에 선출된 아이작 뉴턴은 왕립 학회의 초기 회원 중 한 명이었다.

왕립학회 회원직은 가디언지에 의해서, 여러 기관에서 매년 그 발표를 축하하는 "아카데미상 평생공로상에 대응하는 상"으로 기술되었다.

## 회원직

스티븐 호킹은 1974년 펠로우로 선출되었다

매년 4월 말 또는 5월 초에 약 700명의 후보자 풀에서 최대 60명의 신입 회원(FRS, Fellow of the Royal Society), 명예 회원(HonFRS, Honorary Fellow of the Royal Society ) 및 외국인 회원(ForMemRS, Foreign Members of the Royal Society)이  선출된다. 새로운 회원은 아래에 설명된 회원직 중 어느 하나에 대하여 기존의 회원에 의해서만 지명될 수 있다.

### 회원
매년 영국, 나머지 영연방 국가 및 아일랜드에서 최대 52명의 새로운 회원(Fellow)이 선출되는데 이들이 전체 회원의 약 90%를 차지한다. 각 후보는 자신의 업적에 따라 고려되며 과학계의 모든 부문에서 제안될 수 있다. 회원은 과학의 우수성을 기준으로 종신직으로 선출되며 성명 뒤에 FRS를 붙일 수 있다.

### 외국인 회원

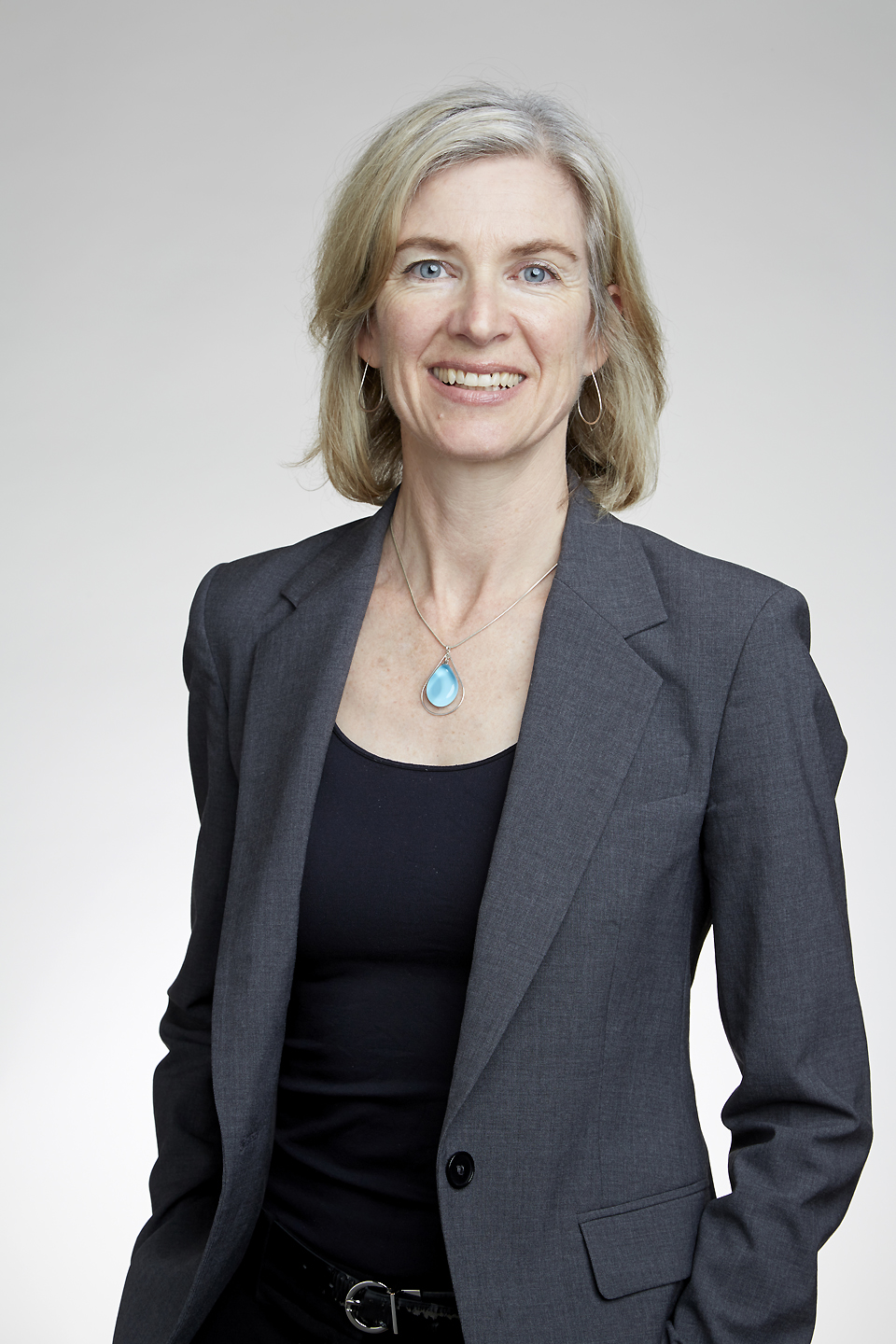
제니퍼 다우드나는 2016년에 외국인 회원으로 선출되었다.

매년 회원들은 최대 10명의 새로운 외국인 회원(Foreign Member)을 선출한다. 회원들과 마찬가지로 외국인 회원은 과학의 우수성을 바탕으로 동료 평가를 통해 종신직으로 선출된다. 2016년 기준, 약 165명의 외국인 회원이 있으며, 이들은 명칭 뒤에 ForMemRS를 사용할 자격이 있다.

### 명예회원

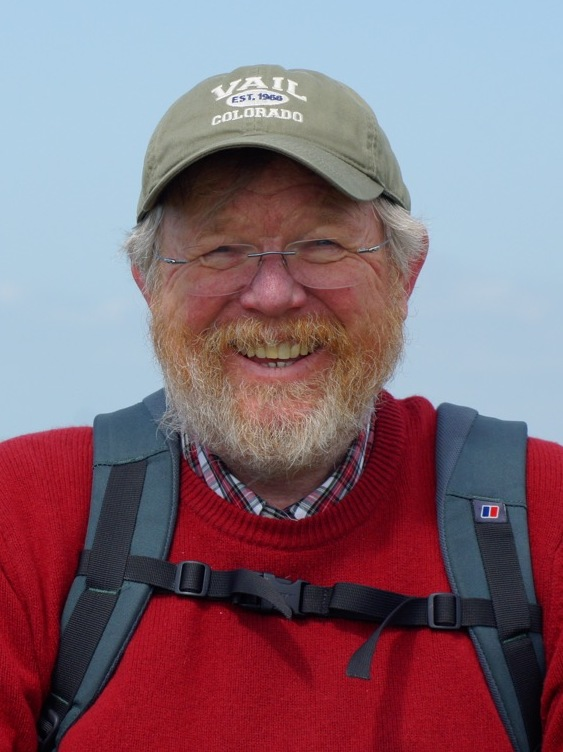
빌 브라이슨은 2013년 명예 회원으로 선출되었다.

명예회원직(Honorary Fellowship)은 과학의 대의에 탁월한 공헌을 했지만 회원 또는 외국인 회원에게 요구되는 종류의 과학적 업적을 가지고 있지 않은 후보자에게 수여되는 명예 학술 칭호이다. 명예회원에는 세계보건기구 사무총장 테워드로스 아드하놈 (2022), 빌 브라이슨 (2013), Melvyn Bragg (2010), Robin Saxby (2015), David Sainsbury, Baron Sainsbury of Turville (2008), Onora O'Neill (2007), 존 매독스 (2000), 패트릭 무어 (2001), 리사 자딘 (2015) 등이 있다. 명예 회원은 성명 뒤에 HonFRS를 붙여서 사용할 수 있다.

### 구 규정 제12조에 의한 회원직

데이비드 애튼버러는 1983년 구 제12호에 따라 회원으로 선출되었다.

구 규정 제12조는 명예회원이 공식적으로 존재하는 1997년 이전에 명예회원을 선출하기 위한 절차이다. 데이비드 애튼버러 (1983)와 John Palmer, 4th Earl of Selborne (1991)이 포함되어 있다.

### 왕실 회원
왕립학회 평의회는 영국 왕실 구성원을 왕립학회 왕실 회원(Royal Fellow)으로 추천할 수 있다. 2016년 기준  다섯 명의 왕실 회원이 있다.
1. 찰스 3세, 1978년 선출[31]
2. 앤, 프린세스 로열, 선출 1987[32]
3. 켄트 공작 에드워드 왕자, 1990년 선출[33]
4. 웨일스 공 윌리엄, 2009년 선출[34]
5. 요크 공작 앤드루 왕자, 2013년 선출[35]

엘리자베스 2세는 왕실회원이 아니었지만 영국의 찰스 2세 이후 모든 영국 군주들이 그랬던 것처럼 왕립학회에 그녀의 후원을 제공했다. 에든버러 공작 필립공 (1951)은 왕실회원이 아니라 규정 제12조에 따라 선출되었다.

## 신규 회원의 선출
새로운 회원의 선출은 추천 및 동료 평가 선정 기간을 거친 후 매년 5월에 발표된다.

### 후보 지명
회원직 또는 외국인 멤버십의 각 후보자는 제안 인증서에 서명하는 왕립 학회의 두 명의 회원(제안자와 제2자)가 지명한다. 종전에는 제안자가 지명할 때마다 최소 5명의 회원이 필요했는데, 노인 네트워크와 엘리트 신사 클럽을 설립한다는 비판을 받았다. 선출 증명서(보기 참조 )에는 제안이 만들어지는 주요 근거에 대한 진술이 포함된다. 매년 추천되는 추천 수에는 제한이 없다. 2015년에는 654명의  회원 후보와 106명의 외국인 회원 후보가 있었다.

### 선출
왕립학회 평의회는 선정 과정을 감독하고 분과 위원회로 알려진 11개의 주제 영역 위원회를 임명하여 가장 강력한 후보자를 추천하도록 한다. 최대 52명의 회원 후보자와 최대 10명의 외국인 회원 후보자의 최종 명단은 4월에 이사회에서 확정되며 회원의 비밀 투표는 5월 회의에서 열린다. 후보자는 투표하는 회원 투표의 2/3를 확보하면 선출된다.
자연 과학 및 생물 과학의 후보자에게 18 명의 회원직이, 응용 과학, 인간 과학 및 공동 물리 및 생물학에서 최대 10명이 지시 할당(indicative allocation)될 수 있다. 추가로 최대 6명이 '명예', '일반' 또는 '왕족' 회원이 될 수 있다. 회원자격을 위한 지명은 각각 최소 12명의 회원과 의장으로 구성된 부문별 위원회에서 동료 평가를 거친다. 10개 분과 위원회의 구성원은 그룹 내 편견을 완화하기 위해 3년마다 변경되며 각 그룹은 다음과 같은 다양한 전문 분야를 다루고 있다.
1. 수학
2. 천문학과 물리학
3. 화학
4. 공학
5. 지구과학 과 환경과학
6. 생화학 및 분자 세포 생물학
7. 미생물학, 면역학 및 발달 생물학
8. 해부학, 생리학 및 신경과학
9. 유기체 생물학, 진화 및 생태학
10. 보건 및 인간 과학

### 입회
신입 회원은 매년 7월에 개최되는 공식 입회식에서 입회하는데, 이때 회원들은 헌장과 아래의 의무에 서명한다.
"이에 아래와 같이 서명한 우리는, 자연 지식의 향상을 위한 런던 왕립학회의 이익의 증진을 위해 노력하고 동 기관이 설립된 목적을 추구하며 위원회의 이름으로 요청한 조치를 가능한 한 수행할 것과, 상기 학회의 규정(Statutes)과 상임 규칙(Standing Orders)을 준수할 것을 서약합니다. 다만 우리 중 누구라도 학회에서 탈퇴하기를 원한다고 회장에게 서명한 때에는, 우리는 이러한 의무로부터 향후에는 해제될 것입니다."
2014년부터 입회식에 참석한 회원의 초상은 폭넓은 재사용을 허용하는 보다 허용적인 크리에이티브 커먼즈 라이선스에 따라 저작권 제한 없이 위키미디어 커먼즈에 게시되었다.

## 연구회원직 및 기타 수상

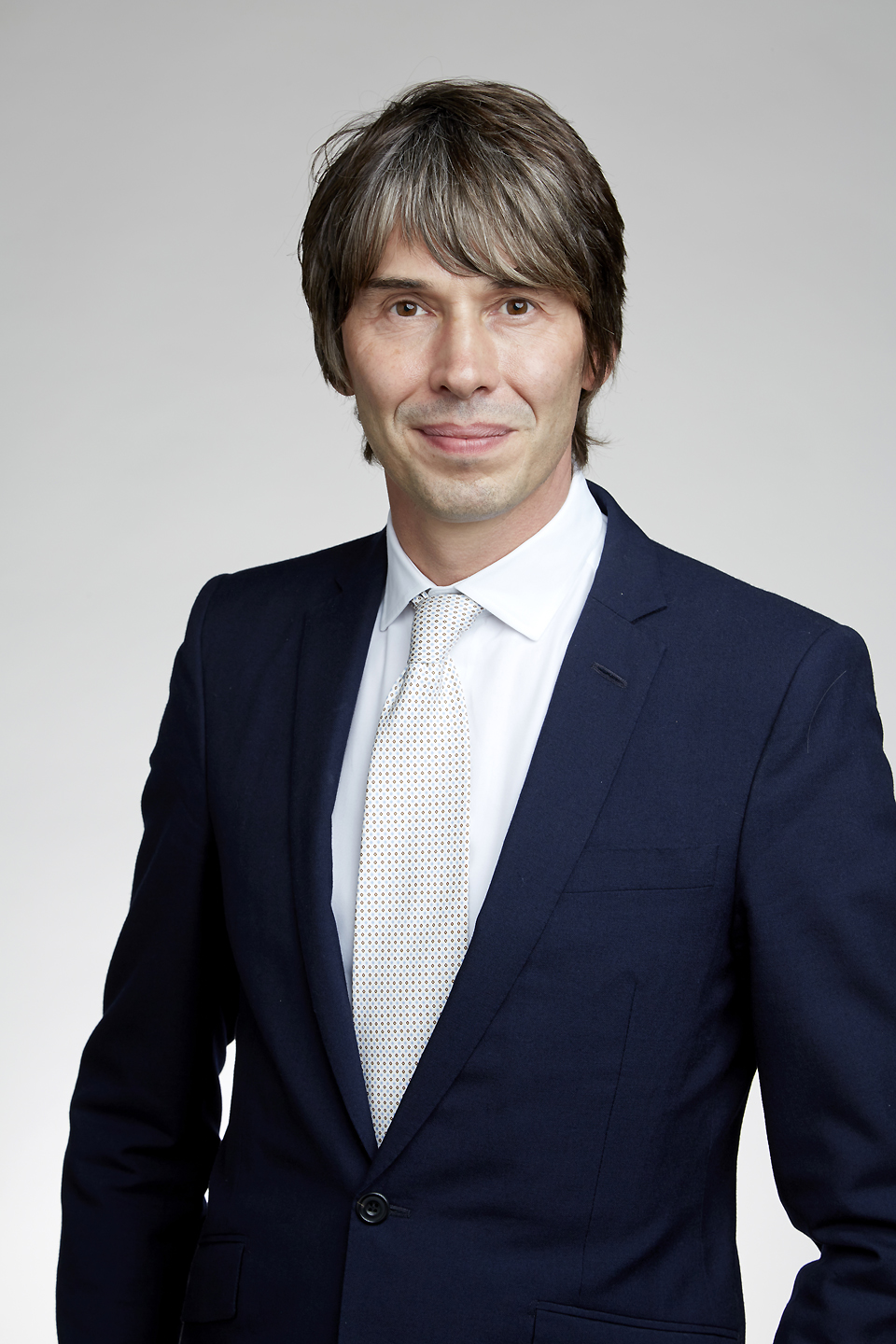
물리학 교수인 브라이언 콕스는 이전에 2005년부터 2013년까지 왕립학회 대학 연구회원(University Research Fellow, URF) 자격을 취득한데 이어 2016년에 왕립학회 연구회원직에 선출되었다.

왕립학회의 주요 회원직(FRS, ForMemRS & HonFRS) 이외에도 선거가 아닌 개인이 신청하는 다른 회원직이 있다. 이러한 회원직의 소유자는 왕립학회 연구회원(Research Fellow)으로 알려져 있다.
- 대학 연구회원직 (URF): 왕립학회 대학 연구직은 연구 경력의 초기 단계에 있고 해당 분야의 리더가 될 잠재력이 있는 영국의 뛰어난 과학자를 위한 것이다.[48] 이전에 URF의 보유자로 후에 FRS로 선출된 이로는 리처드 보처즈 (1994), Jean Beggs (1998), Frances Ashcroft (1999), Athene Donald (1999) 및 John Pethica (1999) 등이 있다.[49] 최근 수상자로는 Terri Attwood, Sarah-Jayne Blakemore, 브라이언 콕스, Sarah Bridle, Shahn Majid, Tanya Monro, Beth Shapiro, David J. Wales 및 Katherine Willis 등이 있다.
- 왕립학회 리버흄 트러스트(Leverhulme Trust) 선임 연구회원직 리버흄 트러스트에서 지원하는 것으로 교육 및 행정 업무 없이 풀타임 연구 기간의 혜택을 받을 과학자를 위한 것이다.[50]
- 뉴턴 고등 회원직(Newton Advanced Fellowships)은 기존의 국제적 연구자들에게 연구 그룹의 연구 강점과 역량을 개발할 수 있는 기회를 제공한다. 이는 영국의 공적 개발 원조의 일환으로 Newton Fund에서 제공한다.[51]
- 산업 회원직(industry fellowship) 산업계와 협력 프로젝트를 수행하려는 학술 과학자와 학술 조직과 협력 프로젝트를 수행하려는 산업계 과학자를 위한 것이다.[52]
- 도로시 호지킨(Dorothy Hodgkin) 회원직은 개인 사정으로 인해 유연한 근무 패턴이 필요한 연구 경력 초기 단계의 영국 내 뛰어난 과학자들을 위한 것이다. 이 회원직은 도로시 호지킨의 이름을 따서 명명되었다.[53]

위에서 설명한 회원직 (FRS, HonFRS & ForMemRS) 및 연구 회원직이 부여되고 더하여 왕립학회의 여러 다른 상과 강의 및 메달도 수여된다.

## 같이 보기
- 왕립학회